# Língua bima
A Língua Bima ou Bimanês é o idioma da metade oriental da ilha de Sumbawa, Indonésia, onde se fala ainda a língua sumbawa. O território da língua Bima inclui a Baía de Sanggar, onde a extinta língua Papuana Tambora já foi falada. "Bima" é um nome de origem estrangeira, o nome autóctone do território é "Mbojo" e a língua é chamada "Nggahi Mbojo." Tem relação próxima com as línguas de Sumba, ilha a sudeste. Há mais de meio milhão de falantes Bima . Nem os Bimas nem os Sumbawas têm escritas próprias e para escrever usam a escrita Bugis da língua Lontara (um abugida) ou o alfabeto da língua malaia indiferentemente.
.

## Amostra de texto
Dowu ma pertama mabade warana aksara mbojo ededu putri Maryam R Salahuddin deyi salelana kertas ma tunti kayi aksara mbojo mamayi ta dowu Belanda.
Português
A primeira pessoa que soube acerca da existência da escrita Bimanesa foi a princesa Maryam R Salahuddin a partir de um registro em tal escrita Bimanesa feito por um pesquisador holandês.